# Jeff Williams (Musiker)

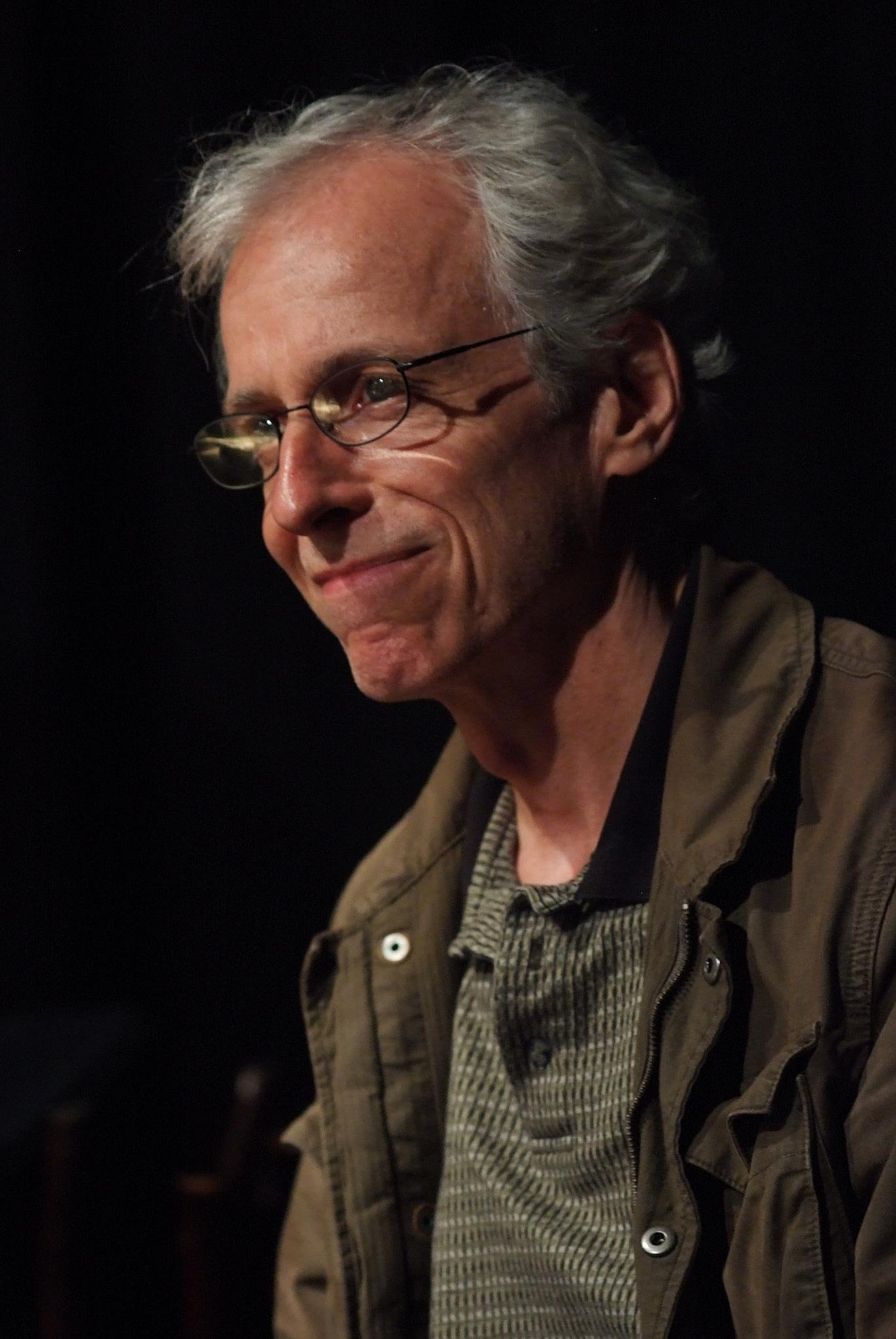
Jeff Williams (2008)

Jeff Williams (* 6. Juli 1950 in Mount Vernon, Ohio) ist ein US-amerikanischer Musiker des Modern Jazz (Schlagzeug, Komposition).

## Leben und Wirken
Williams spielte ab dem vierzehnten Lebensjahr in lokalen Bands, bevor er 1968 auf dem Berklee College of Music studierte. In den 1970er Jahren gehörte er zur Band von Stan Getz und zum Dave Liebman Quintet, in den 1980er Jahren zu Frank Tusas Band. Daneben spielte er mit Lee Konitz (fünf Alben, unter anderem Lunasea, 1992). 1991 wirkte er mit dem Bassisten Marc Johnson an Paul Bleys Trioalbum Paul Plays Carla mit. 1991 entstand unter eigenem Namen das Album Coalescence, das Williams mit eigenen Kompositionen für das Label SteepleChase Records aufnahm und an dem die Saxophonisten Tim Ries, Pat Zimmerli und Kevin Hays mitwirkten. Ab 1992 gehörte er zur Band von Joe Lovano, mit dem er auch in Europa war und auf dem North Sea Jazz Festival und dem Montreux Jazz Festival auftrat. In den 1990er Jahren wirkte er außerdem an Aufnahmen von Ron McClure, Kevin Hays, Ethan Iverson, Misako Kano, Mike Richmond, Peggy Stern und Roberta Piket, später bei Hans Koller und Michael Gibbs. Mit John O’Gallagher und Masa Kamaguchi nahm er das Album Dirty Hands (Clean Feed, 2008) auf. 2013 legte er das Album The Listener vor, wie das Vorläuferalbum Another Time (2011) mit Duane Eubanks, John O’Gallagher und John Hébert; 2016 folgte sein Album Outlier (Whirlwind Recordings, mit Josh Arcoleo, Phil Robson, Kit Downes, Sam Lasserson), 2018 Lifelike, 2019 Bloom (mit Carmen Staff und Michael Formanek) und 2020 Road Tales, mit John O’Gallagher, Josh Arcoleo und Sam Lasserson.
Jeff Williams ist mit der US-amerikanischen Schriftstellerin und Journalistin Lionel Shriver verheiratet.

## Diskographische Hinweise
- Live at London Jazz Festival: Road Tales (2020), mit John O’Gallagher, Josh Arcoleo, Sam Lasserson
- Paul Dunmall, Percy Pursglove, Olie Brice, Jeff Williams: Palindromes (West Hill, 2023)